# Bijouterie-Quadrille
Bijouterie-Quadrille, op. 169, är en kadrilj av Johann Strauss den yngre. Den spelades första gången den 4 juni 1855 i Wien.

## Historia
Inför sin stora konsertturné till Ryssland anfäktades Johann Strauss den yngre av tvivel huruvida hans broder Josef var det bästa valet att ersätta honom som ledare för orkestern hemma i Wien. I februari 1855 gav Johann sin yngste broder Eduard möjlighet att debutera som harpist med avsikten att Eduard, snarare än Josef, skulle agera som "mellantidsdirigent" under Johanns frånvaro (se Glossen). Situationen tillspetsades mer när Johann valde att försäkra sig om årets alla karnevalsengagemang i stället för att dela dem med Josef. Johann dominerade Wiens alla balsalar med nya kompositioner under det hektiska karnevalsåret men det skulle gå flera månader innan Johann presenterade några nyskrivna verk för publiken. Den första av dessa, Bijouterie-Quadrille, framfördes första gången den 4 juni på Ungers Casino. 
Titeln valdes förmodligen eftersom det pågick en utställning i Wien om smycken.

## Om kadriljen
Speltiden är ca 5 minuter och 9 sekunder plus minus några sekunder beroende på dirigentens musikaliska tolkning.

## Weblänkar
- Bijouterie-Quadrille i Naxos-utgåvan.